# Jim Brown
Jim Brown (St. Simons, Georgia, 17. veljače 1936.), umirovljeni igrač američkog nogometa, glumac i društveni aktivist.

## Rano djetinjstvo
Rodio se na otoku St. Simons u obalnoj Georgiji kao član duboko religiozne baptističke obitelji. Roditelji su mu se razveli kad je bio malen.
Jim je bio sjajan sportaš. U srednjoj školi bavio se raznim sportovima među kojima su i američki nogomet, bejzbol, košarka, lacrosse, i atletika.

## Sportska legenda
Devet godina bio je član momčadi Cleveland Browns u kojoj je postigao puno rekorda te sudjelovao na 9 Pro Bowlova. Dobio je još niz uglednih priznanja, što svjedoči o njegovom utjecaju na tu igru. Brownsi, koji su umirovili njegov dres s brojem 32, izabrali su ga 1957. godine kao šesti izbor u prvom krugu. Iskazao se pretrčavši više od 15.000 jardi u karijeri. Postigao je 126 polaganja u karijeri, rekord koji nije uspio mnogim sportašima. Od 1963. do 1984. bio je rekorder po broju pretrčanih jardi u karijeri. S trona ga je srušio igrač Chicago Bearsa. Visok je 188 centimetara, a težak 105 kilograma. Igrati je prestao nakon 29. godine života. Tri puta dobio je MVP nagradu (nagradu za najkorisnijeg igrača).

## Život nakom američkog nogometa
Od glumačkih angažmana najpoznatija mu je uloga Roberta Jeffersona u filmu "Dvanaestorica žigosanih". Prvi puta se na filmu pojavio u filmu "Rio Conchos". Primljen je u kuću slavnih američkog nogometa, lacrossea, i igrača footballa na koledžu. To je trostruka kruna koju su rijetki dobili.
Društvu se odužio aktiviranjem i radom s djecom u bandama. Radi u zatvorima, i gradovima u unutrašnjosti SAD-a. Oženjen je, ali bez djece. Bio je i komentator mečeva u ultimate fightu.

## Vanjske poveznice
- Pro Football Hall of Fame profile
- Sporting News: Football's 100 Greatest Players  Arhivirana inačica izvorne stranice od 11. ožujka 2005. (Wayback Machine) page on Jim Brown (#1)
- Biography about Jim Brown  Arhivirana inačica izvorne stranice od 29. travnja 2007. (Wayback Machine)
- Jim Brown u internetskoj bazi filmova IMDb-u (engl.)
- OrangeHoops Profile on Jim Brown  Arhivirana inačica izvorne stranice od 9. prosinca 2008. (Wayback Machine)
- Jim Brown at Yahoo movies  Arhivirana inačica izvorne stranice od 22. svibnja 2011. (Wayback Machine)
- Member of the Cold, Hard Football Facts.com "All-Time 11" (2006)
- National Lacrosse Hall of Fame profile